# Cospirazione Oster
La cospirazione Oster era un proposto attentato studiato a partire dal 1937 dai militari Hans Oster (da qui il nome), Ludwig Beck, Walther von Brauchitsch, Franz Halder, Wilhelm Canaris ed Erwin von Witzleben per uccidere Adolf Hitler, capo del Terzo Reich e del nazionalsocialismo tedesco, prima dell'invasione della Cecoslovacchia.

## Storia

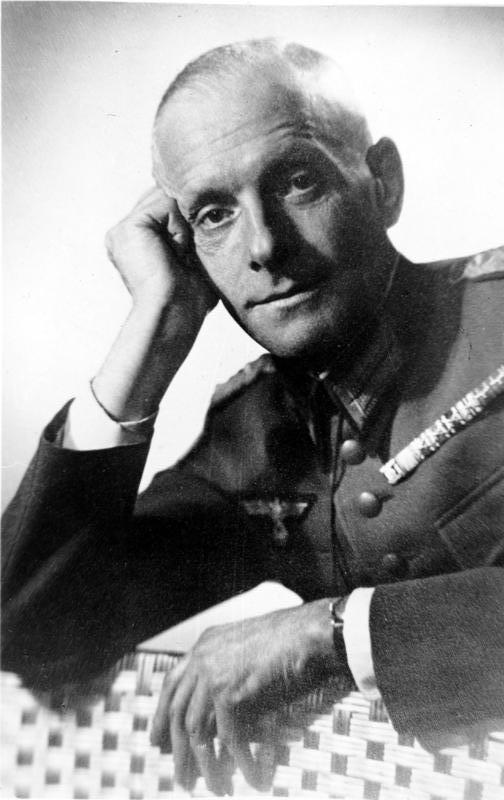
Hans Oster nel 1939

Lo scopo principale che spinse Hans Oster e i suoi complici a studiare un piano di così vasta portata era l'imminente invasione della Cecoslovacchia, poi sfociata nella conquista del territorio occidentale dello Stato con la formazione del Protettorato di Boemia e Moravia.
Prima dell'invasione del territorio cecoslovacco, Oster ebbe rapporti confidenziali con il segretario di Stato Ernst von Weizsäcker per ottenere informazioni riguardo al piano d'invasione e con i diplomatici Theodor ed Erich Kordt. Il ruolo di Theodor sarebbe stato molto importante, in quanto i suoi contatti con il governo di Winston Churchill avrebbero permesso la partecipazione della Gran Bretagna al complotto evitando l'invasione della Cecoslovacchia.
Le relazioni tra il primo ministro inglese Neville Chamberlain e Hitler antecedenti all'invasione della Polonia finirono per annullare l'attentato, in quanto i due politici avevano optato per un'apertura politica e di confronto tra i due Paesi al fine di evitare un'altra guerra mondiale.

## Il piano
La prima mossa dell'attentato prevedeva l'attuazione di un colpo alla sede della cancelleria del Reich, azione che sarebbe stata effettuata e gestita dal conte Hans Jürgen von Blumenthal, grazie alla quale Hitler sarebbe stato arrestato e giustiziato.
Al contempo, un gruppo di militari avrebbe fatto irruzione nelle sedi principali del Deutsche Arbeiterpartei (NSDAP) al fine di sciogliere il partito hitleriano e dare man forte alla resistenza antinazista.